# Superdomo
El super domo de Mar del Plata fue un estadio cubierto multiusos de la provincia de Buenos Aires, ubicado entre las avenidas Juan B.Justo y Edison de la ciudad de Mar del Plata. Fue inaugurado en 1983 y demolido en octubre de 2002.

## Historia
En 1978 el interventor municipal Mario Roberto Russak creó un ente autárquico con el objetivo de realizar cinco proyectos en distintos puntos de la ciudad. Uno de estos era un acuario permanente, para lo cual una productora de eventos ya contaba con una carpa importada valuada en 150 mil dólares y con un peso de 6 toneladas, similar a las utilizadas como depósito de armamento por el gobierno estadounidense. El proyecto del acuario no se materializó, pero los dueños de la estructura decidieron seguir con la iniciativa reformulándola para albergar espectáculos artísticos y deportivos. El estadio, con capacidad para alrededor de 3 mil personas, se estrenó el 18 de diciembre de 1983 con la presentación del circo Tihany.
En un comienzo el recinto se utilizó para eventos musicales o espectáculos, en donde actuaron artistas como Soda Stereo, los Redonditos de ricota, Virus, Miguel Mateos, Joan Manuel Serrat, Pipo Pescador u Horacio Guarany, pero luego de que Peñarol ascendiera a la Liga Nacional de Básquetbol, el estadio comenzó a ser utilizado para eventos deportivos, con una capacidad de alrededor de 2.800 personas. El estadio también albergó las peleas de Juan Martín Coggi y Julio César Vásquez por el título del mundo, así como el primer Juego de las Estrellas de la Liga Nacional de Básquet en 1988.
Sin embargo, el estadio estaba deteriorado hacia 1996 y tras la creación del Estadio Polideportivo Islas Malvinas, mucho más moderno, de cara a los Juegos Panamericanos de 1995, el club mudó su localía a este último, a la vez que se suspendieron otros eventos. Finalmente dejó de utilizarse y fue abandonado, para ser desmantelado a finales de 2002.

## Partidos recordados
- El 22 de mayo de 1987, Peñarol logró el ascenso a Primera División al derrotar a Unión Progresista de Córdoba por 92 a 77, esa noche el público invadió el campo de juego para festejar el título.[7]

- El 22 de septiembre de 1991, Quilmes ganó el primer clásico de la historia del básquet marplatense a Peñarol por 72 a 69 en condición de visitante.[7]

- En diciembre de 1992, Peñarol recibía al puntero de la Liga Nacional, y con un triunfo se colocaba por primera vez en su historia en la primera posición.[8]